# Tomoderus fascicularis
Tomoderus fascicularis là một loài bọ cánh cứng trong họ Anthicidae. Loài này được Uhmann miêu tả khoa học năm 1997.